# Baphuon
Baphuon (kmerski za "Ptica koja štiti pod svoje krilo") je kmerski piramidalni tro-terasasti hram u Angkoru, Kambodža. Izgradio ga je kralj Udayadityavarman II. (v. 1050. – 66.) kao hinduistički hram posvećen Šivi, a nalazi se s južne strane kraljevske palače u gradu Angkor Thomu.
Hram ima promjer 120 metara (u pravcu istok-zapad), sa 100 metara (u pravcu sjever-jug), a sama njegova baza je visoka 34 metra, dok je nekad s tornjem bio visok oko 50 m. Njegove terase s tornjevima na kutovima su toliko impresionirale kineskog putopisca Zhou Daguana kada je posjetio Angkor 1296./97. godine da ga je opisao kao:
Koncem 15. stoljeća pretvoren je u budistički hram s 9 metara visokom i 70 metara dugom skulpturom "Ležećeg Bude" koja je smještena na zapadnom dijelu druge terase, zbog čega se moralo srušiti 8 metara središnjeg tornja, koji je do danas ostao krnji. Kako je hram bio izgrađen na osnovi napunjenoj pijeskom, stoljećima je bio nestabilan i njegovi veliki dijelovi su se već bili srušili u vrijeme kada je postavljen veliki Buda.
Do 20. stoljeća hram se uvelike srušio, a obnova 1960-ih se susrela s mmnogo problema koji su kulminirali kada su Kambodžu preuzeli Crveni Kmeri, kada se izgubio arhiv sa zabilješkama otkuda potječe koji kamen. Zbog toga su hram nazvali "Najveća 3D slagalica na svijetu". Od 1992. godine, Baphuon je, kao dio Angkora, na popisu svjetske baštine UNESCO-a.
Ponovnu obnovu su započeli francuski arheolozi 1995. godine, otkad je ovaj lokalitet zatvoren za javnost. Od studenog 2010. godine pristup je djelomično dozvoljen, ali ne i na središnju građevinu. U travnju 2011. godine njegova obnova je završena i prvi koji su ga posjetili bili su kralj Kambodže, Norodom Sihamoni i francuski premijer Francois Fillon prilikom njegove inauguracije 3. srpnja 2011. godine.
- Negdašnji izgled hrama, rekonstrukcija iz 1889. god. (Lucien Fournereau)
- Baphuon tijekom obnove 2005. god.
- Baphuon tijekom obnove 2008. god.
- Bareljefi na vratima Bauphona
- Stupovi u hramu
- Baphuon

## Vanjske poveznice
- BBC, Cambodia completes Angkor temple renovation "puzzle", 3. srpnja 2011. (engl.)
- Angkor-Guide.com — Baphuon na "the Monuments of the Angkor Group" (engl.)
- Baphuon, galerija fotografija